# Concordaat van Wschowa
Het Concordaat van Wschowa (Latijn: Tractatus de Abbatiis in Regno Poloniae) was een bilaterale overeenkomst tussen de Heilige Stoel en de Kroon van het Poolse Koninkrijk. De eerste acht artikelen van het concordaat werden op 6 augustus 1736 in Warschau ondertekend. De laatste zes artikelen werden op 10 juli 1737 in Wschowa ondertekend. Het concordaat is op 13 september 1738 door paus Clemens XII bevestigd en gaf de Poolse Kroon het recht om dertien abten te benoemen.